# Kozarze
Kozarze is een plaats in het Poolse district  Wysokomazowiecki, woiwodschap Podlachië. De plaats maakt deel uit van de gemeente Ciechanowiec en telt 390 inwoners.